# ݛ
Rā barré ‹ ݛ › est une lettre additionnelle de l’alphabet arabe proposée durant des ateliers organisés par l’Isesco dans les années 1980. Elle est composée d’un rā ‹ ر › diacrité d’une barre inscrite.

## Utilisation
Cette lettre a été proposée, durant des ateliers organisés par l’Isesco dans les années 1980, pour l’écriture du kanouri, et est transcrite avec un r barré ‹ ɍ › dans l’alphabet latin.